# Давід Голман
Давід Голман (угор. Dávid Holman, нар. 17 березня 1993, Будапешт) — угорський футболіст, півзахисник клубу «Слован».
Виступав, зокрема, за клуб «Ференцварош», а також національну збірну Угорщини.
Чемпіон Словаччини. Володар Кубка Словаччини. 

## Клубна кар'єра
У дорослому футболі дебютував 2009 року виступами за команду клубу «Вац», в якій провів два сезони. 
З 2009 по 2011 рік виступав на правах оренди в клубах «Ерсеквадкерт» і «Ференцварош II».
До складу «Ференцвароша» приєднався 2011 року. У цьому ж році почав грати за фарм-клуб команди.
Згодом з 2015 по 2017 рік грав у складі команд клубів «Лех» та «Дебрецен».
До складу клубу «Слован» приєднався 15 серпня 2017 року. Станом на 23 грудня 2020 року відіграв за команду з Братислави 84 матчі в національному чемпіонаті.

## Виступи за збірні
2011 року дебютував у складі юнацької збірної Угорщини, взяв участь у 5 іграх на юнацькому рівні.
Протягом 2013 року залучався до складу молодіжної збірної Угорщини. На молодіжному рівні зіграв у 4 офіційних матчах, забив 3 голи.
2019 року дебютував в офіційних матчах у складі національної збірної Угорщини.

## Титули і досягнення
- Чемпіон Словаччини (5):

«Слован»: 2018/19, 2019/20, 2020/21, 2021/22, 2022/23
- Володар Кубка Словаччини (3):

«Слован»: 2017/18, 2019/20, 2020/21